# Joachim Godske Schouw
Joachim Godske Schouw (døbt 6. august 1776 i København – 25. august 1857 sammesteds) var en dansk maler.
Hans forældre var visitør Hans Olsen Schouw (Skou) og Johanne Marie født Waldstein. Han begyndte efter sin konfirmation at besøge Kunstakademiets tegneskole, blev 1794 elev af modelskolen, vandt 1796 den lille og 1798 den store sølvmedalje, samt konkurrerede flere gange til den lille guldmedalje, inden han vandt den, den 21. oktober 1807, for opgaven Adam vågner og ser den nyskabte Eva. Sandsynligvis førte krigen med England ham nu ind på den militære vej; i stedet for at udstille som maler, blev han sekondløjtnant à la suite ved den danske artilleribataljon på Ulvshalebatteriet, og Akademiet hørte intet til ham, før han i 1813 søgte om at blive informator efter krigsråd Claudius Mørchs død. Hans adkomster må dog have tilfredsstillet Akademiet, thi den 17. januar 1814 blev han foreslået til den ledige plads, og der blev forhandlet med ham om, hvorvidt informatortjenesten lod sig forene med hans stilling som officer. Udfaldet blev, at han ved kgl. resolution af 9. april 1814 blev udnævnt til informator ved ornamentskolen mod at udtræde af "vor militaire Tjeneste", og den 5. juni samme år fik han sin afsked af krigstjenesten med titel af krigsassessor.
Ved Carl Probsthayns død (1818) rykkede han fra ornamentskolen op til anden frihåndstegneskole, og virkede i denne stilling i en lang årrække til dels under trykkende kår, således at Akademiet flere gange måtte understøtte ham med "Gratifikationer". Da J.P. Møller tog sin afsked som tegnelærer for søkadetterne blev Schouw ansat fra den 1. januar 1819, og var i denne stilling til den 20. august 1841, da han gik af med en pension på 200 rigsdaler. Dette var imidlertid i den grad gået i forglemmelse, at Kultusministeriet i 1850 måtte spørge hos Akademiet, hvorfor han nød denne pension. 
Schouw blev gift 29. december 1809 i København med Elisabeth (Else) Marie Arvad (Aarevad) (8. august 1785 smst. - 19. marts 1853 smst.), datter af hosekræmmer Peter Arvad og Karen født Wiberg. Schouw døde den 25. august 1857, 80 år gammel, efterladende sig to døtre. Han har kun udstillet sit medaljearbejde og nogle prospekter (1808).
Han er begravet på Holmens Kirkegård.